# Uromyces ervi
Uromyces ervi (Wallr.) Westend. – gatunek grzybów z rodziny rdzowatych (Pucciniaceae). Grzyb pasożytniczy wywołujący rdzę wyki.

## Systematyka i nazewnictwo
Pozycja w klasyfikacji według Index Fungorum: Uromyces, Pucciniaceae, Pucciniales, Incertae sedis, Pucciniomycetes, Pucciniomycotina, Basidiomycota, Fungi.
Po raz pierwszy takson ten zdiagnozował w 1833 r. Karl Friedrich Wallroth, nadając mu nazwę Aecidium ervi. Obecną, uznaną przez Index Fungorum nazwę, nadał mu w 1854 r. Gérard Daniel Westendorp.
Synonimy:
- Aecidium albidum Bonord. 1860
- Aecidium ervi Wallr. 1833
- Capitularia ervi (Wallr.) Syd. 1922
- Coeomurus ervi (Wallr.) Kuntze 1898[3].

## Morfologia i rozwój
Jest pasożytem jednodomowym, tzn. że jego pełny cykl życiowy odbywa się na jednym żywicielu. Na obydwu stronach liści porażonej rośliny powstają ecja o miedzianej barwie z biał ścianą. Przez lato tworzą się w nich żółte ecjospory. Później powstają jasnobrązowe uredinia, ale są rzadko spotykane. Powstają w nich urediniospory z dwoma, rzadziej trzema porami rostkowymi. Jesienią, głównie na ogonkach i szypułkach, tworzą się ciemnobrązowe telia. Teliospory jednokomórkowe, gładkie, o wyraźnie pogrubionej ścianie wierzchołkowej, z trwałymi trzonkami dwukrotnie dłuższymi od zarodnika. Teliospory są przetrwalnikami. Wiosną kiełkują, a powstające z nich bazydiospory infekują nowe rośliny.
Uromyces ervi jest wąskim oligofagiem pasożytującym wyłącznie na roślinach z rodzaju wyka (wyka drobnokwiatowa, wyka siewna, wyka czteronasienna, Vicia articulata, Vicia disperma, Vicia kulingana, Vicia parviflora) i na soczewicy jadalnej. Wyka drobnokwiatowa jest powszechnie uważana za główną roślinę żywicielską.